# Nepomuk
Nepomuk (ˈnɛpomuk; en alemán: Pomuk) es un pueblo situado en la región de Pilsen, Bohemia, en la República Checa. Se encuentra en la ribera del río Mihovka, a unos 30 km al sursudoeste de la capital de la región, Pilsen.
La localidad de Pomuk fue mencionada por primera vez en 1144 cuando se construyó en sus proximidades un monasterio cisterciense. En 1384 Pomuk se unió con la localidad vecina de Přesanice y fue renombrada como Nepomuk. Obtuvo su categoría de pueblo en 1413.
Nepomuk es el pueblo natal de San Juan Nepomuceno, quien nació allí alrededor de 1340.

## Recursos
- Oficina Estadística Checa (2005), Vybrané údaje podle správních obvodů obcí s rozšířenou působností a správních obvodů obcí s pověřeným obecním úřadem k 31. 12. 2005, consultado el 19 de octubre de 2009.
- Otros datos estadísticos están en la Wikipedia en checo.

- Datos: Q842929
- Multimedia: Nepomuk / Q842929